# 古今雛

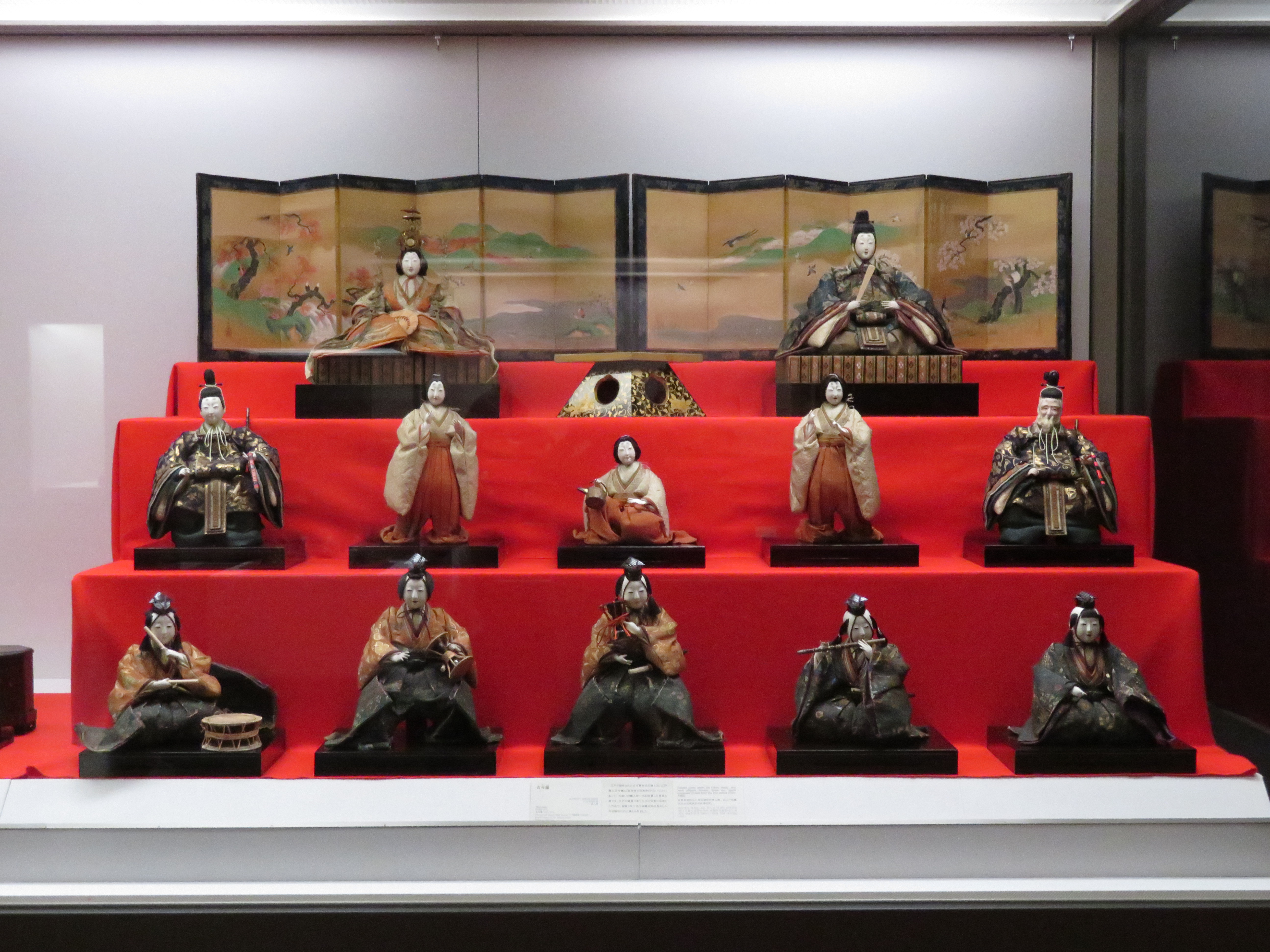
古今雛 日比谷家伝来

古今雛（こきんびな）とは、江戸後期に江戸で完成された雛人形。男雛は束帯、女雛は五衣唐衣裳（いわゆる十二単）と上級公家の正装を模すが必ずしも有職故実に則さず、華麗に仕立てている。女雛が単の袖を長く出し、垂髪に宝冠を被るのが特徴である。
「火事と喧嘩は江戸の華」というように、江戸の町は度重なる大火に襲われた。また関東大震災や東京大空襲によって壊滅的な打撃を被り、こうした中で江戸製のお雛さまは、その多くが失われた。雛人形を紹介する本を通覧しても、江戸で作られた人形は少しだけしか掲載されておらず、今となってはその存在自体が貴重なものとなっており、人形一式が伝えられているものはさらに珍しい。
一式そろっているものとして、日比谷家伝来の古今雛がある。

## 日比谷家伝来の雛人形
日比谷家伝来の雛人形「古今雛（江戸製雛人形）」は東京国立博物館にて、2018年2月27日より3月18日まで展示された。これは、日比谷健次郎が安政7年(1860)に、長女「しん」の初節句のためにあつらえたものである。奇しくも，井伊大老が江戸城での節句のために登城中に，桜田門外で襲撃された、その節句である。当時、商品として売られていた雛人形には、大きさに制限（高さ 8寸）があったが、それよりかなり大きな特注品である。作者は不明ではあるが、当時、流通していた雛人形とは別の風格を有する。

江戸製であること、一人の作者による大型の人形一式が伝えられていること、箱書きに「安政七年　春三月」とあり、制作年代がわかること、誰のために誂えられたものかわかることから、美術的評価とともに、歴史学や文化史の上からも貴重な史料と評価することができる。

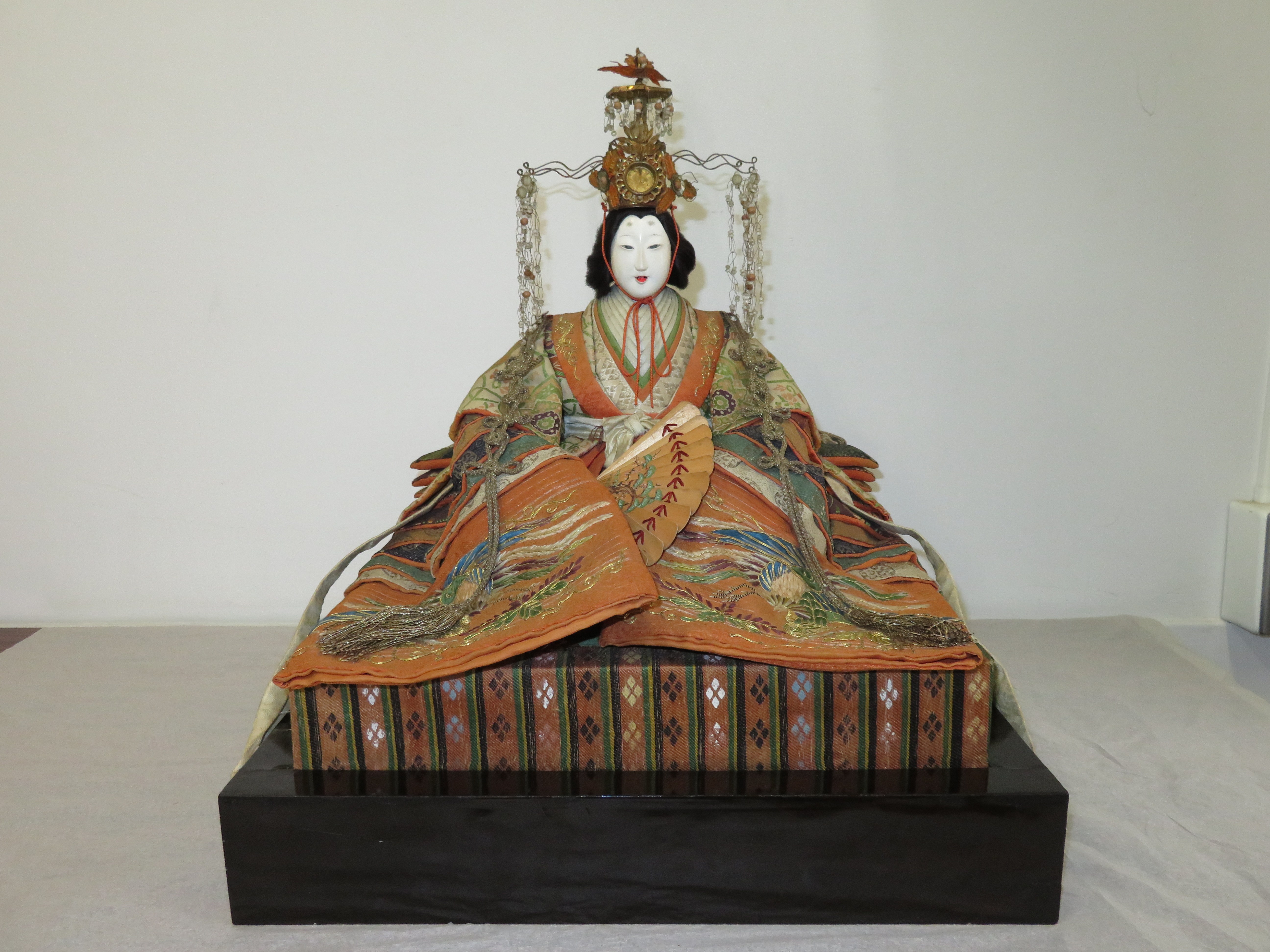
古今雛 日比谷家伝来 女雛
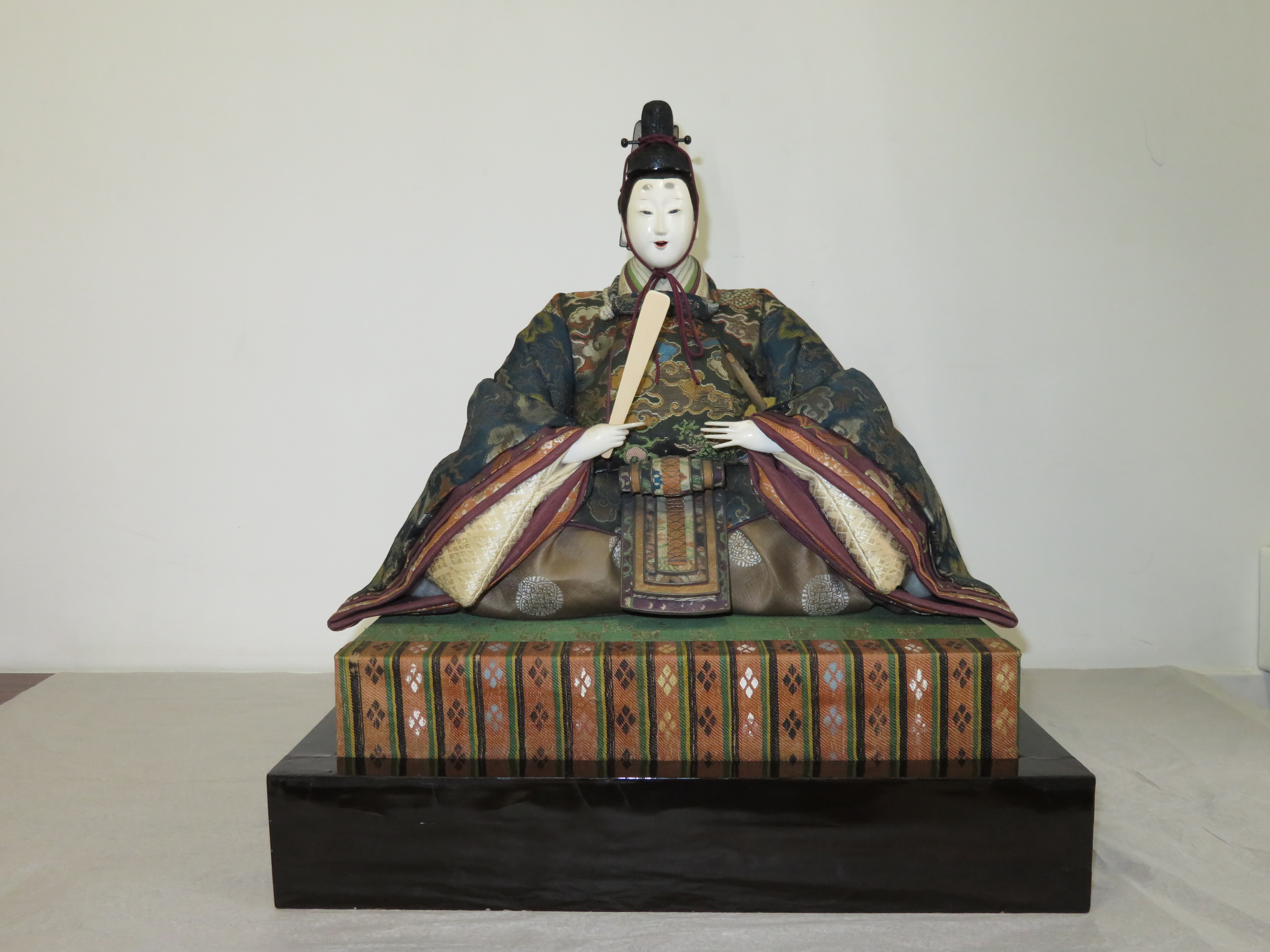
古今雛 日比谷家伝来 男雛
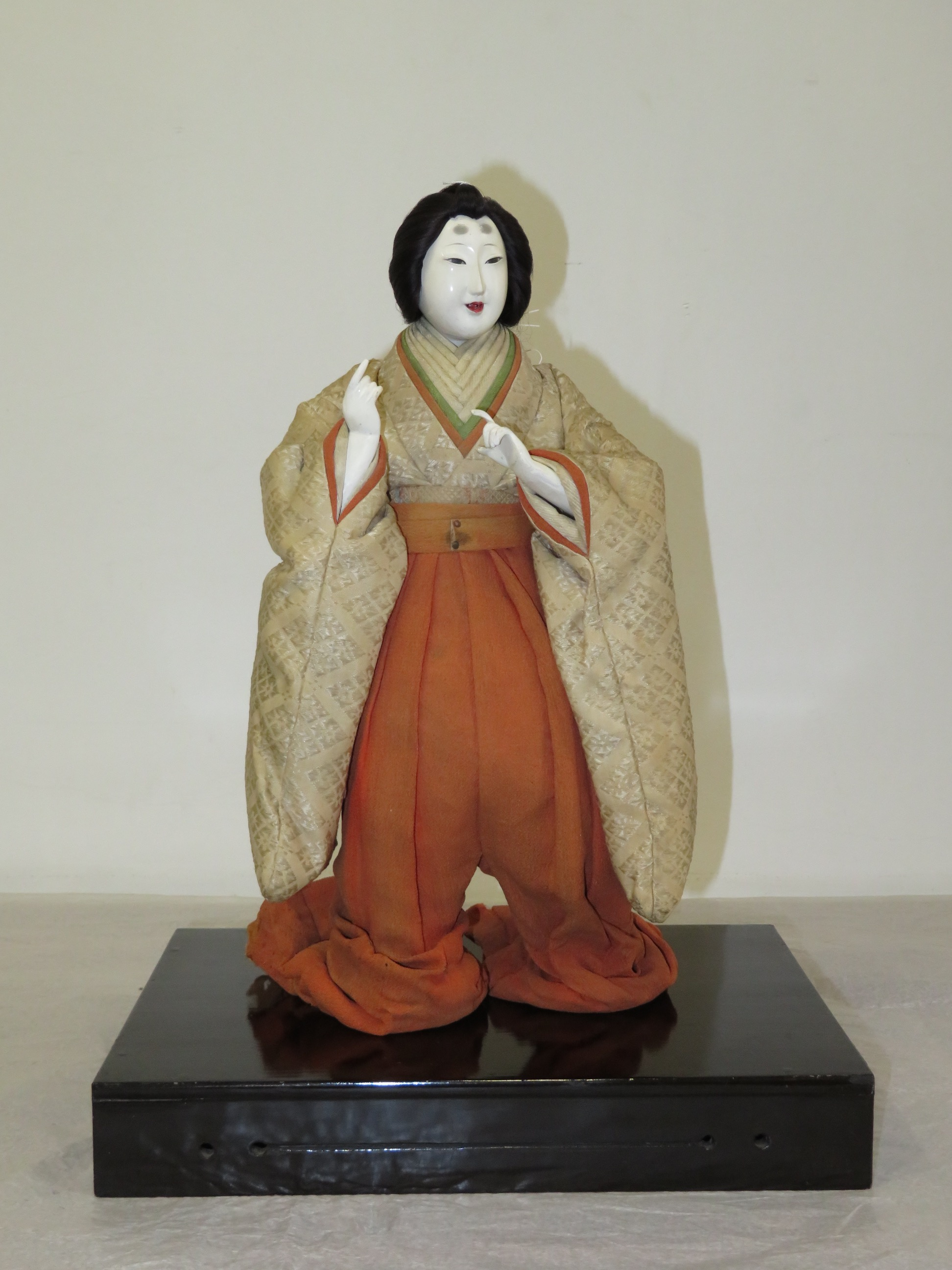
古今雛 日比谷家伝来 三人官女
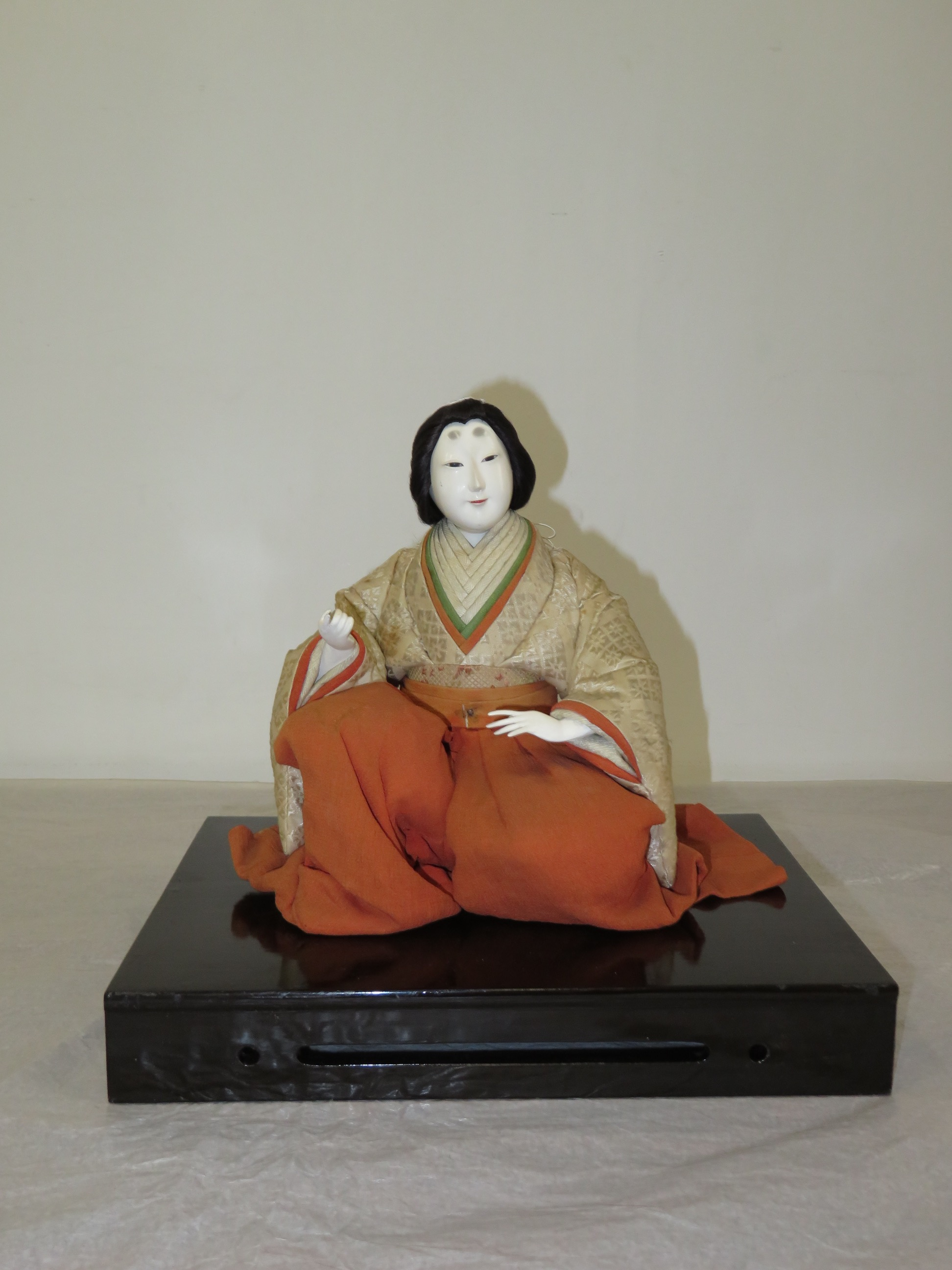
古今雛 日比谷家伝来 三人官女
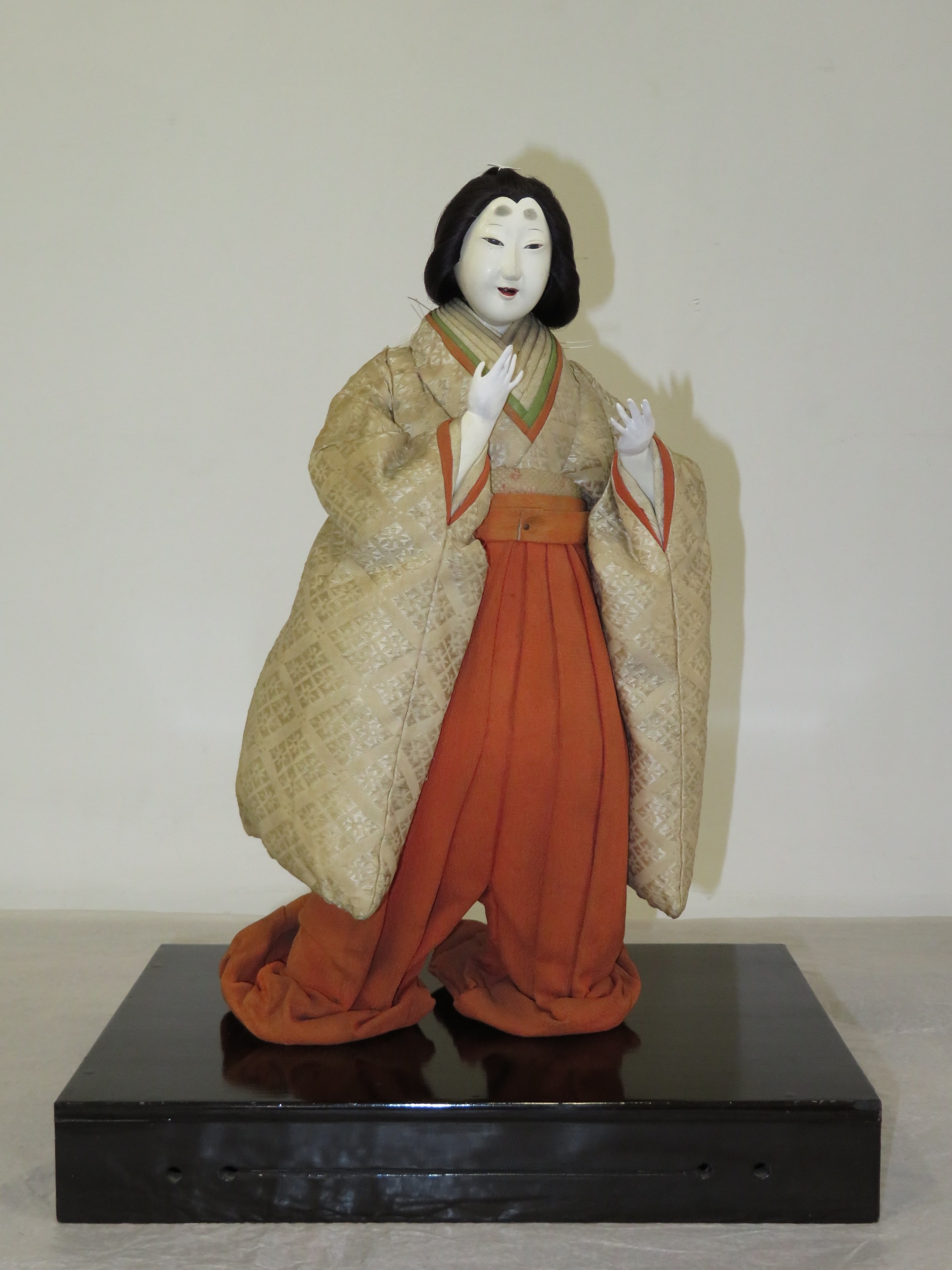
古今雛 日比谷家伝来 三人官女
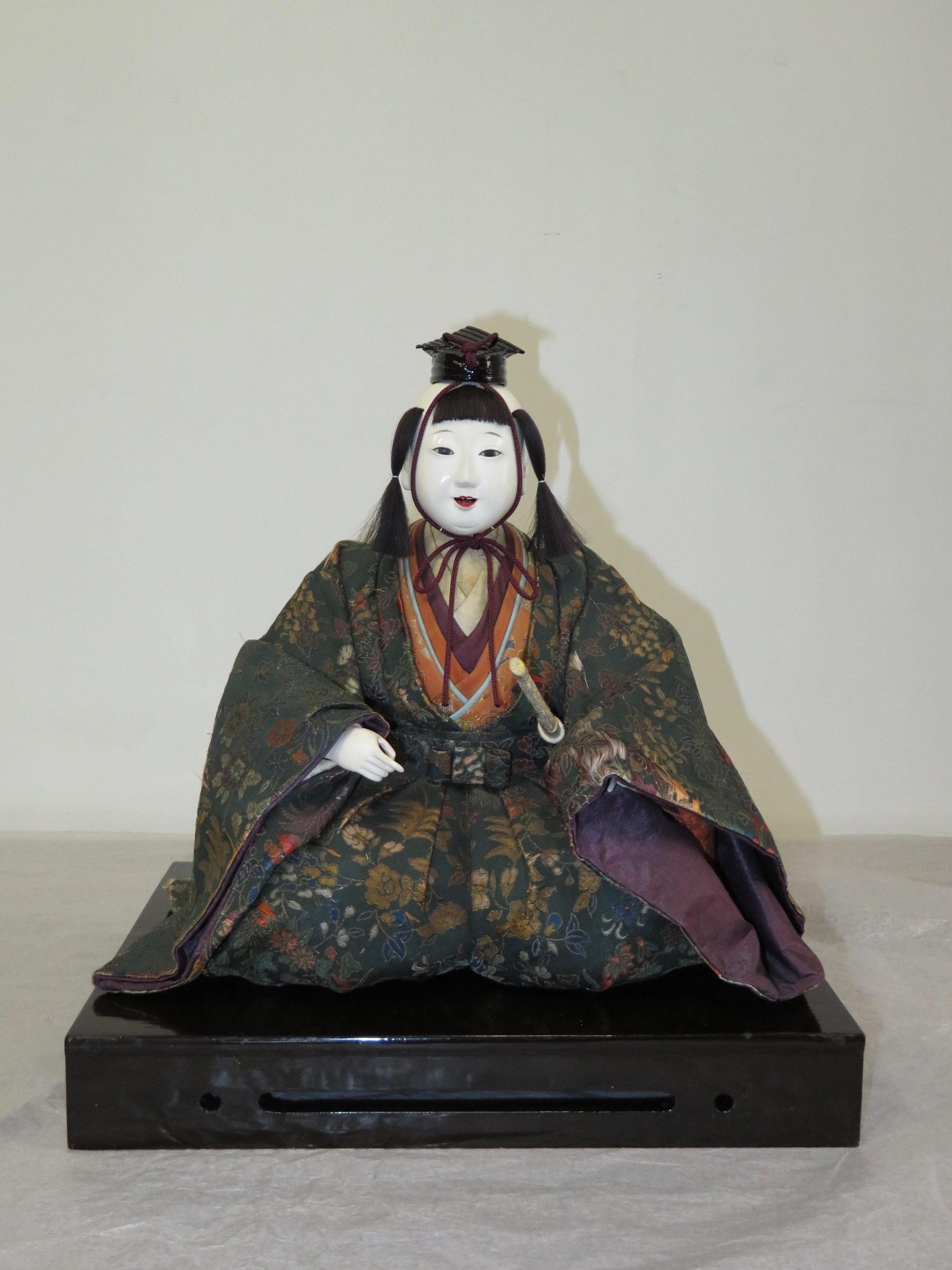
古今雛 日比谷家伝来 五人囃子(謡)
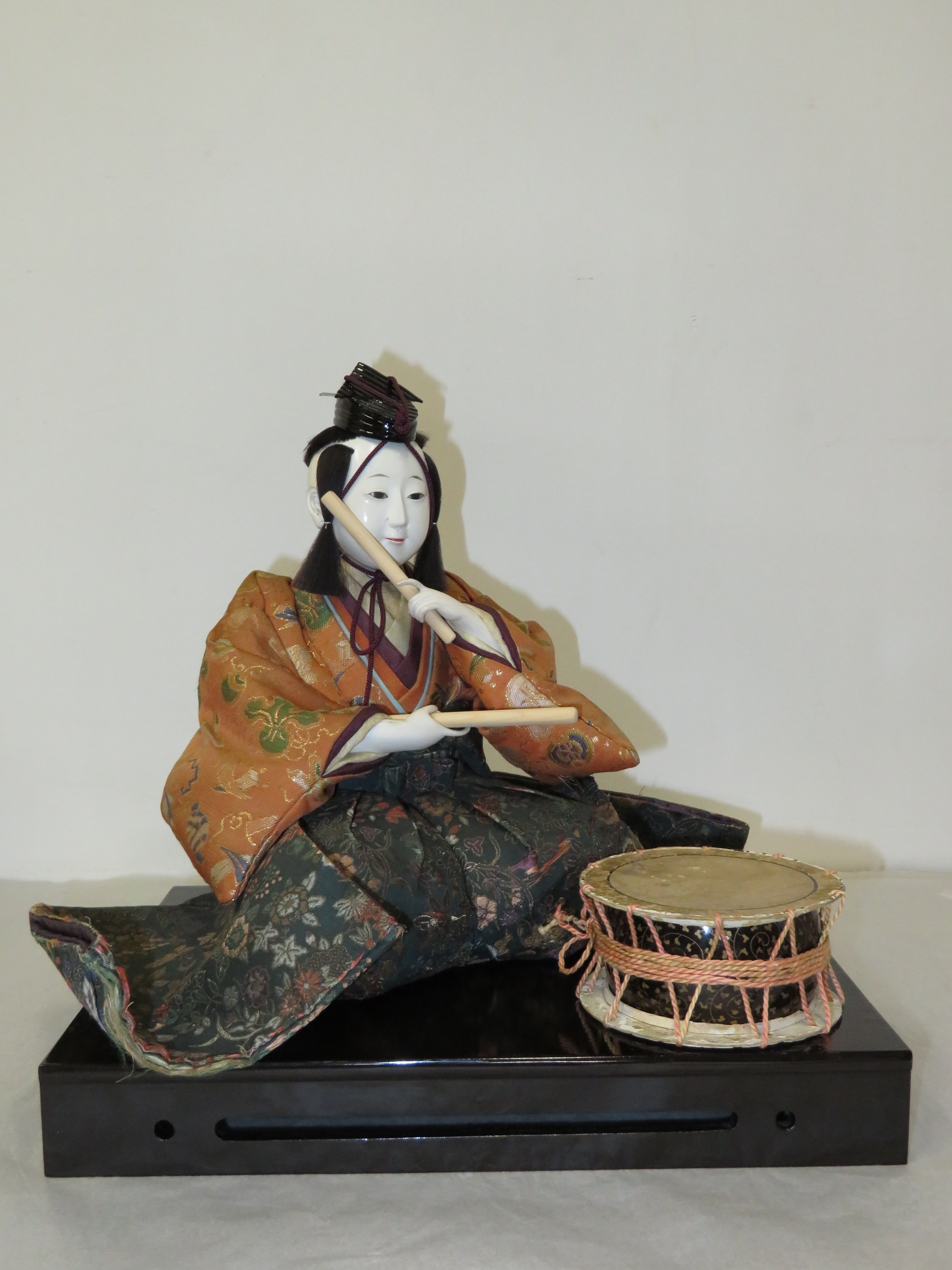
古今雛 日比谷家伝来 五人囃子（太鼓）
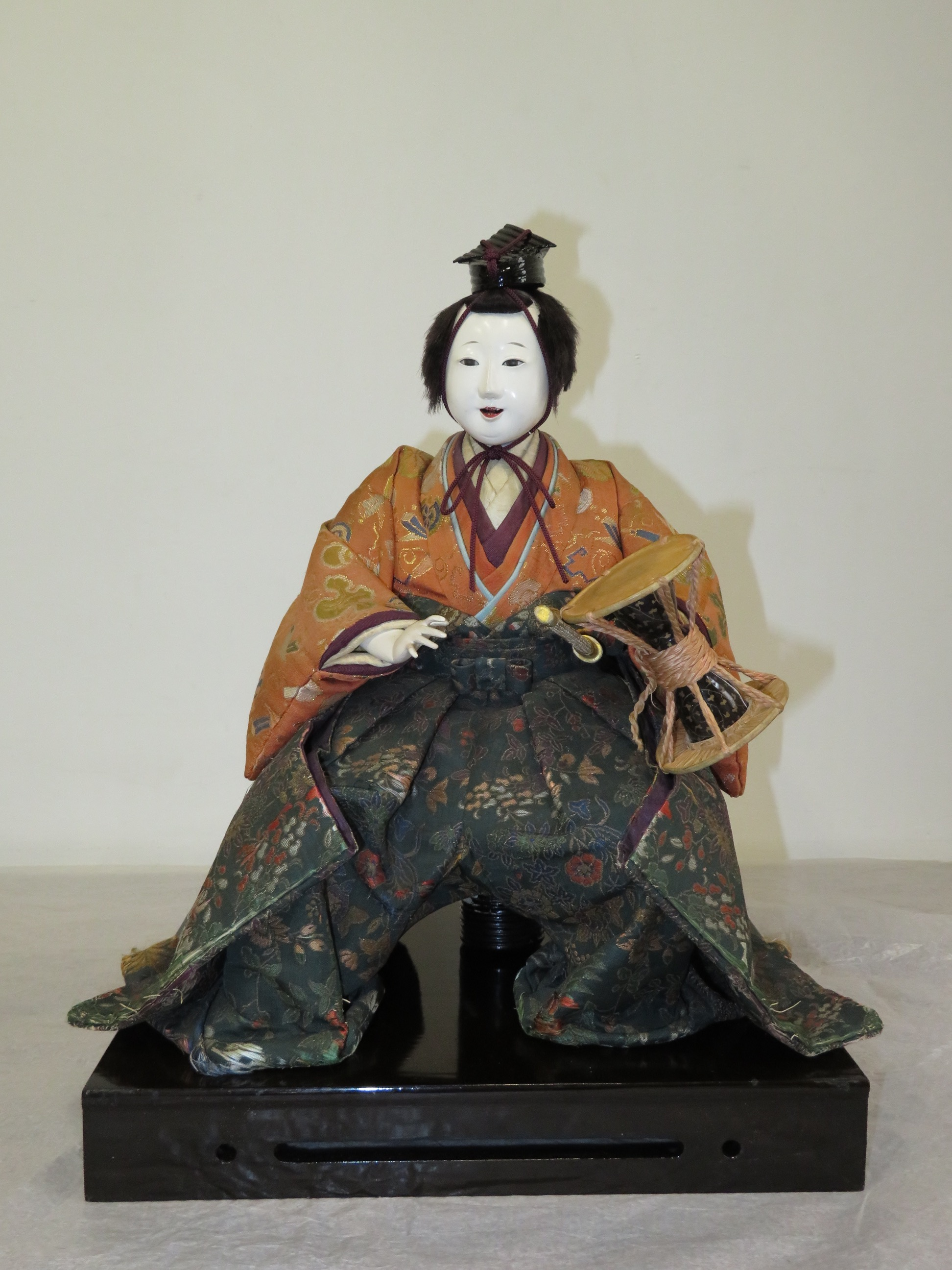
古今雛 日比谷家伝来 五人囃子(大鼓)
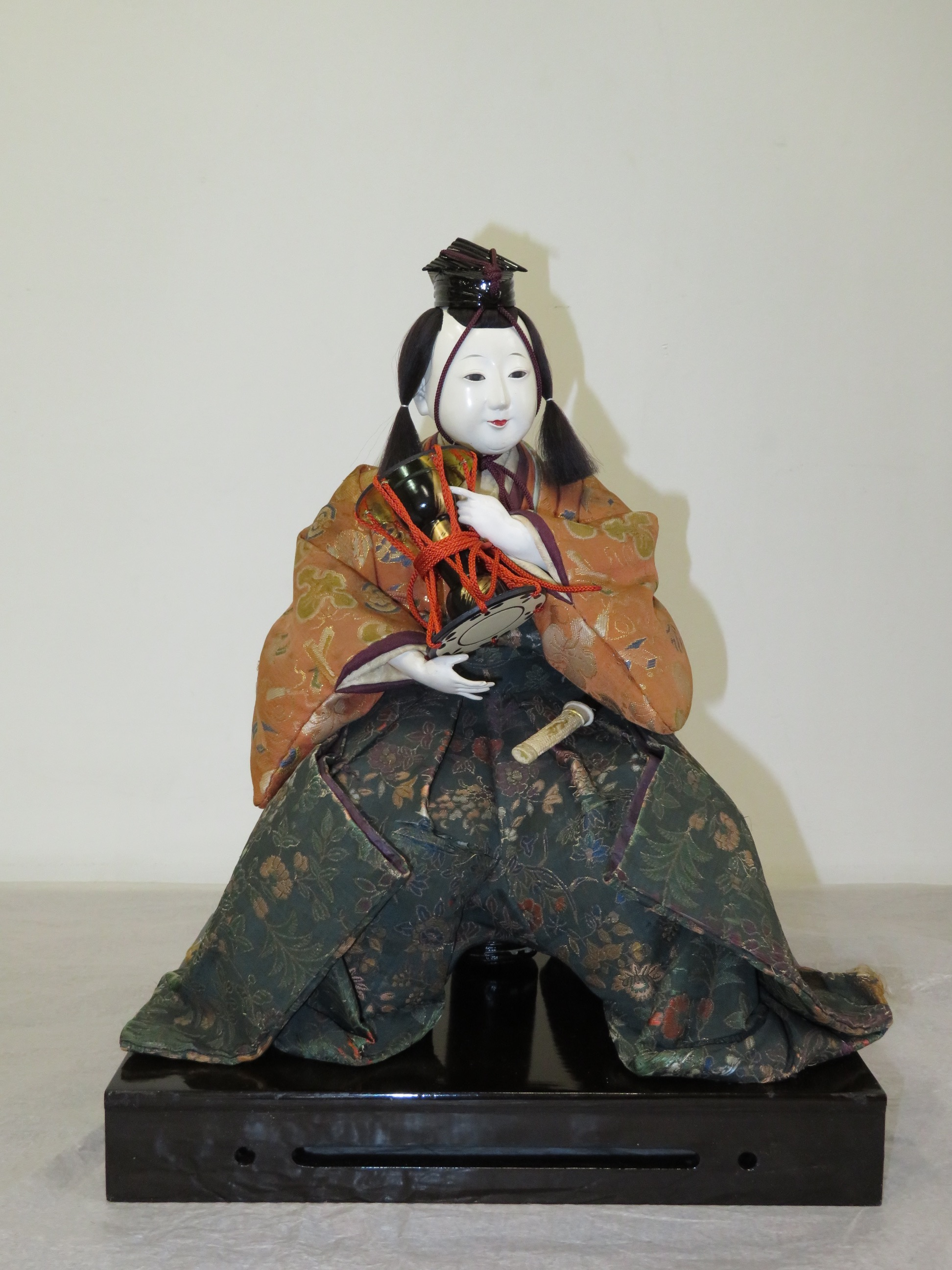
古今雛 日比谷家伝来 五人囃子（小鼓）
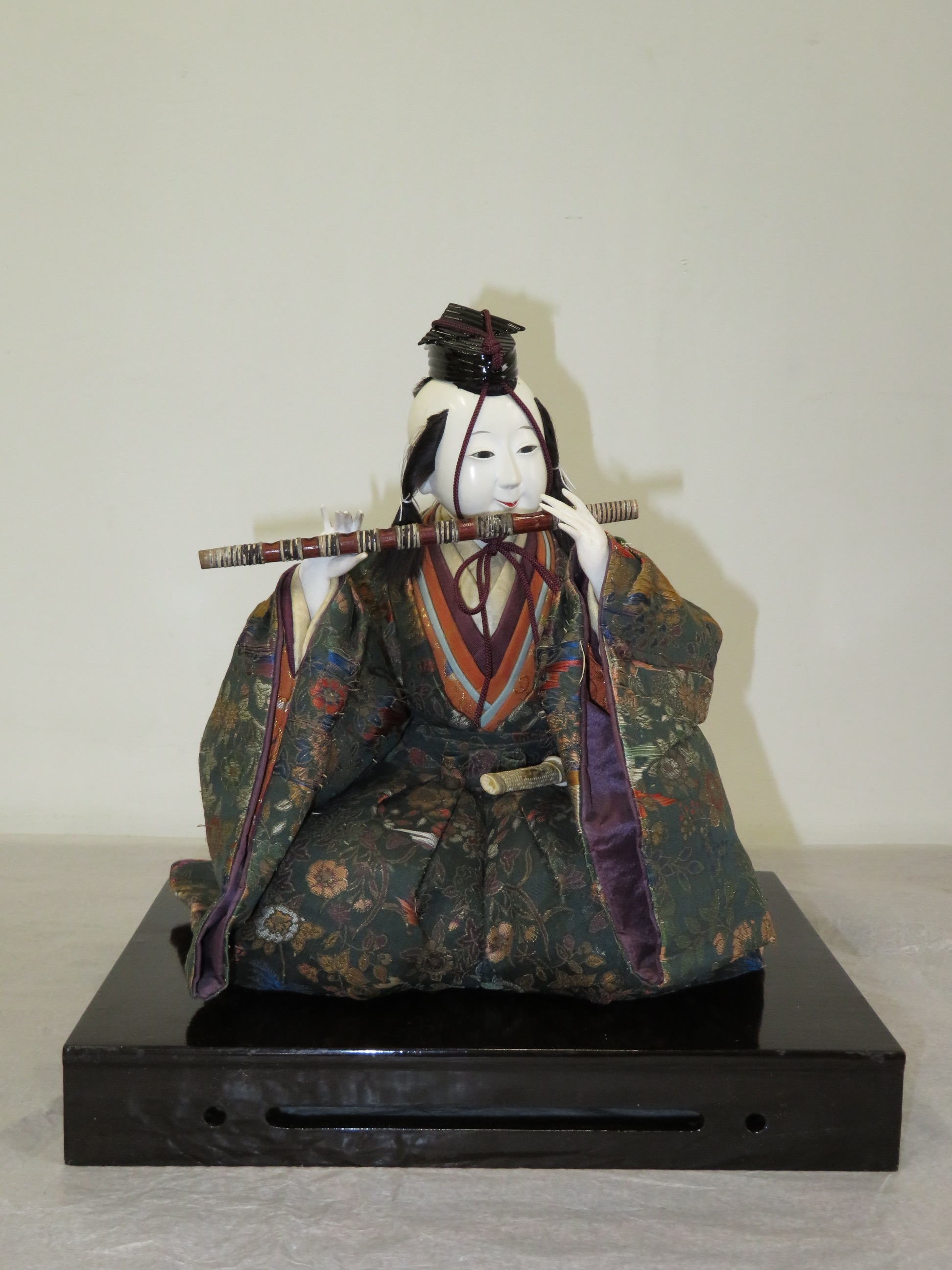
古今雛 日比谷家伝来 五人囃子（笛）
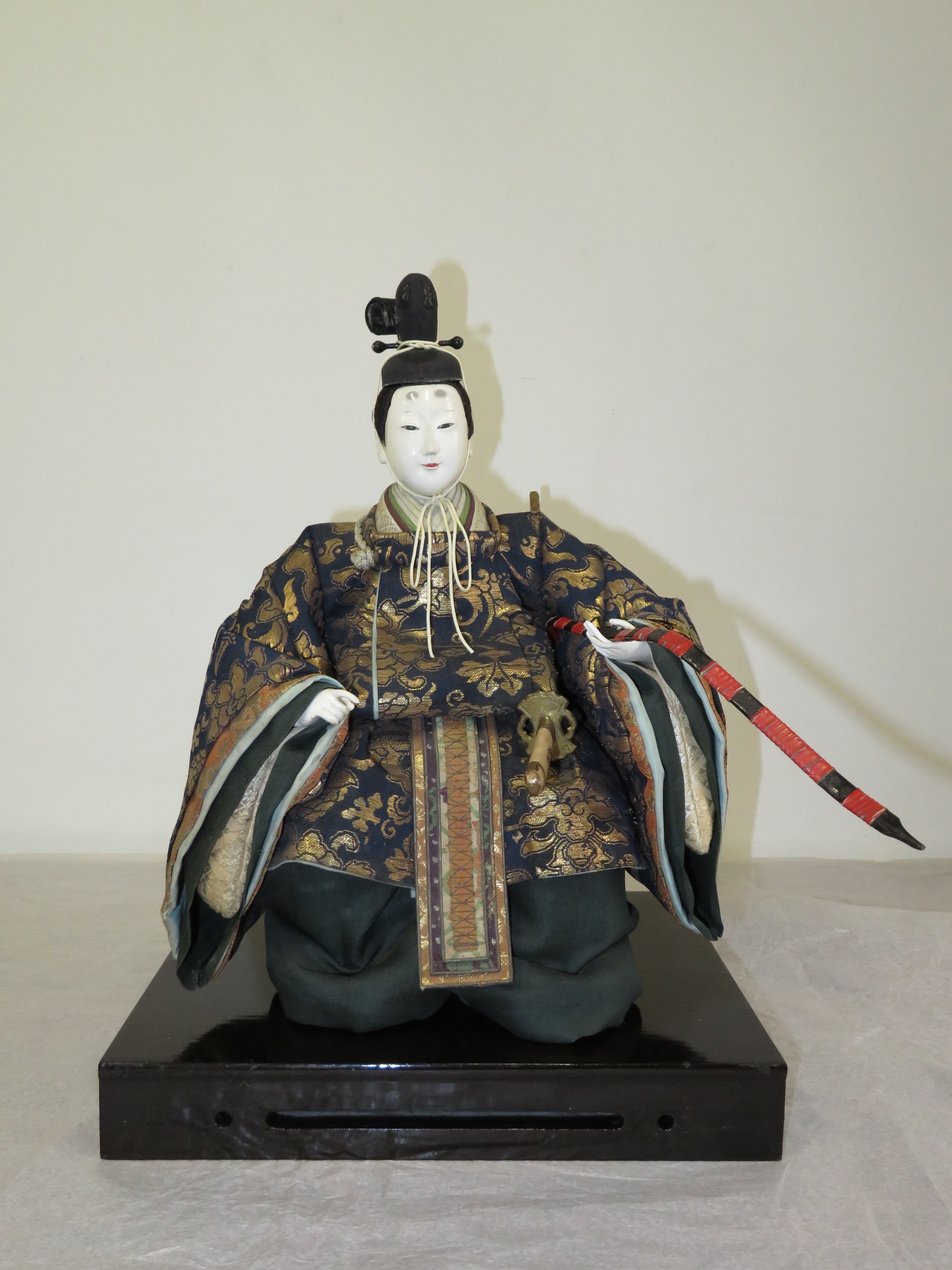
古今雛 日比谷家伝来 随神
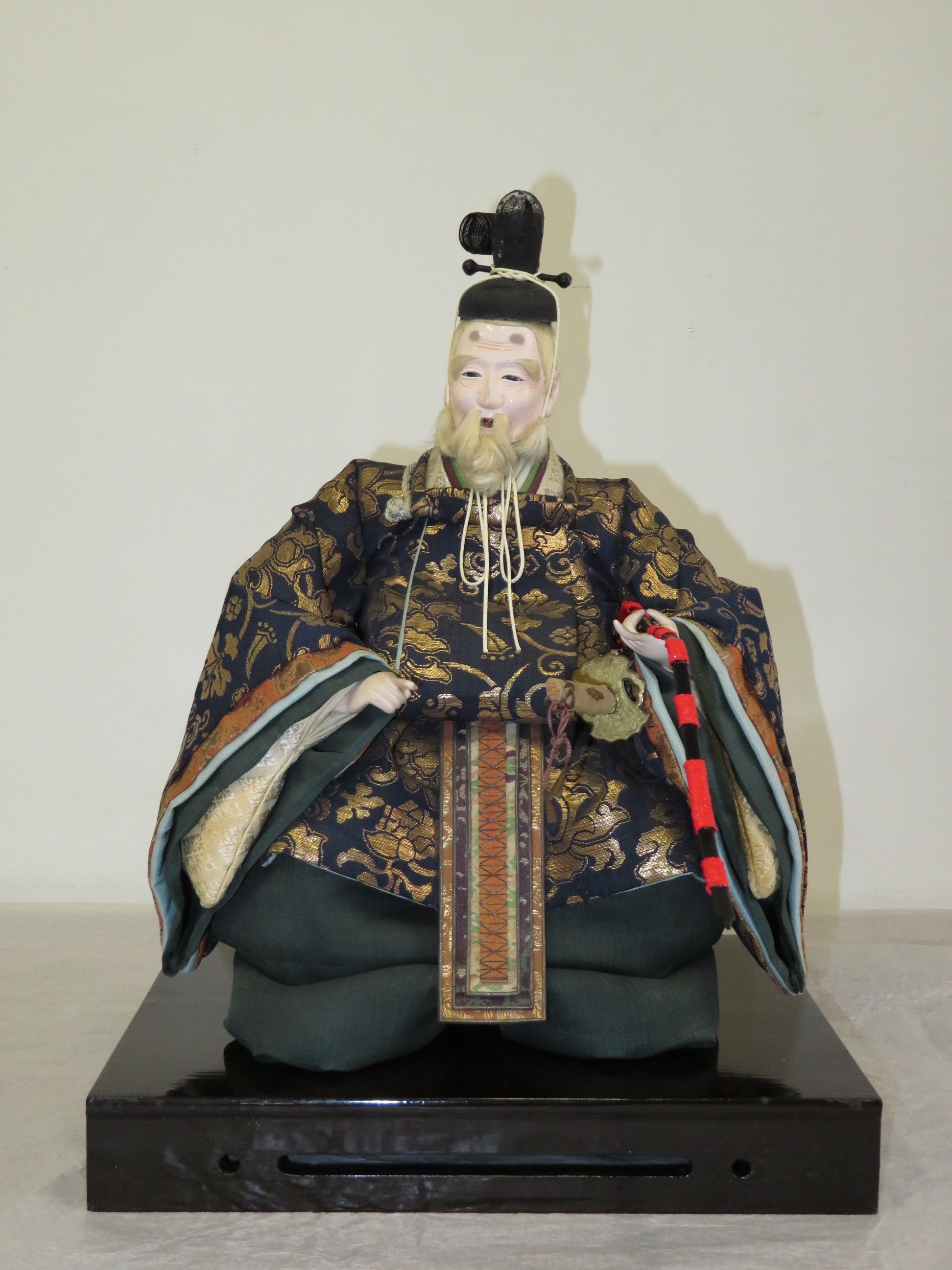
古今雛 日比谷家伝来 随神